# 集五福
集五福，是蚂蚁金服旗下的第三方支付平台支付宝于农历新年前推出的一项活动，由产品经理冠华推出。使用者参与支付宝活动，集齐「富強福」、「和諧福」、「友善福」、「愛國福」和「敬業福」五福，即可在除夕获得支付宝发放的虚拟红包。该活动最初为支付宝推广社交关系链而推出，后已逐渐演变成中国大陆一种新的年俗。活动引发了民众巨大关注。

## 历史
2015年10月28日，支付宝与微信团队争夺中国中央电视台春节联欢晚会独家互动平台冠名的竞标，支付宝以十分微弱的优势获胜。最初，支付宝决定采用“赞赏”方案进行互动，但在该方案遭到否决之后，项目组在酒店花费四五天设计出了新方案，即福卡。最初，福卡为“东南西北中”五福卡，寓意为“东南西北中，全球大联欢”。但为配合春晚的主题，在与央视几轮协商后，最终决定从社会主义核心价值观的关键词里选词命名。
2016年1月28日（农历腊月十九），集五福的活动首次正式推出，五福包括“富强福”、“和谐福”、“友善福”、“爱国福”和“敬业福”，集齐五福者可平分人民币2.15亿元。在当年，使用者新添加10个支付宝好友，可随机获得三张福卡，三张福卡可能为同种，亦可能属于不同种类。好友之间则可以互相转赠、交换福卡。2016年除夕下午13时，集齐五福的人仅8600名。但在2016年春节联欢晚会20点到24点的互动环节“咻一咻”活动后，有79万余名使用者集齐了五福，人均拿到的红包金额为271.66元。
2017年1月18日（农历腊月廿一），支付宝再度推出集五福活动，在该年度，使用者透过AR实景扫描任意“福”字，即有机会扫出“五福”，集齐五福就可以拼手气拿红包。每个支付宝账号一天最多能获得3张福卡，活动期间最多可获得16张。与2016年相同，使用者依旧可向好友索取福卡。此外，使用者还可以在蚂蚁森林为他人浇水获取福卡。支付宝亦推出了“万能福”和“顺手牵羊”卡，万能福为其钻石会员專享，可以替代任意一张福卡。“顺手牵羊”卡则可以随机抽取支付宝好友的“福卡”。红包的分配方面，与去年不同，2017年支付宝采取“随机红包”的形式，最高金额为666元，最低则可能只有几毛钱。截至1月27日晚上10点多，支付宝页面显示，约由1.68亿使用者集齐了五福。
2018年的集五福活动则从2月6日（农历腊月廿一）开始。“AR扫福字”继续为取得福卡的主要方式。此外，在手机镜头前比出“五福到”的手势，亦有机会获得一张福卡。除了以上方式，在蚂蚁森林浇水和在蚂蚁庄园捐金蛋亦可获得福卡。集五福金额预算方面则较去年有所增加，增至5亿元人民币，用户最少能拿到1.08元，最高可得到666元。与2017年不同，支付宝不再限制各个福字发放数量，也不再限制集齐人数。
2019年的集五福活动从1月25日（农历腊月二十）开始，金额依旧为5亿元。2019年的集五福活动继续采取“AR扫福、森林浇水和庄园喂小鸡”得福卡的主玩法，还新增答题得福卡的方式，题目以安全教育为主。2019年支付宝还上线了花花卡，若拥有此卡可参与抽取“全年帮你还花呗”，大奖共2019份，集福时均有机会获得花花卡。此外，福卡背面有一个刮刮卡，刮开福卡的用户有机会刮到奖品。2月4日22点18分，集五福开奖。根据支付宝官方的消息，1月25日至除夕的11天里，全国超过4.5亿人参与了集支付宝五福，同比增长40%。
2020年集五福活动自1月13日（农历腊月十九）开始，金额为5亿元。2020年保留“AR扫福、森林浇水和庄园喂小鸡”得福卡的主玩法，同时新增“全家福”卡，拥有全家福卡，即可有机会抽取“帮还全家花呗”大奖。2020年支付宝集五福还新增了福满全球，点亮全球九大地标活动，参与活动也有机会获得福卡。九大地标包括：北京长城、杭州环球天幕、成都熊猫塔、上海东方明珠、广州小蛮腰、迪拜哈利法塔、西班牙巴特罗之家、澳大利亚墨尔本之星、南极长城站。
2021年集五福于2月1日（农历腊月廿一）正式开始，金额仍为5亿元。本次活动保留“AR扫福和森林浇水（于2月4日，农历腊月廿三开始）”两种主玩法，同时保留预热活动“写福字”，每人每天可以写两张福字形成随机福卡，且卡面会有自己的福字。新增“芭芭农场施肥”玩法，通过芭芭农场施肥可以获得随机福卡。支付宝还与多个品牌合作，在搜索栏中搜索品牌名称有机会获得随机福卡。不仅如此，支付宝还与多款应用和小程序合作，在打开指定应用或小程序时有机会获得随机福卡。集齐五福后，可参与“打年兽”游戏，参与此游戏可获得福气值，福气值可兑换成“添福红包”，在2月11日开奖后与奖金一同发放。
2025年集五福于1月20日开启，五福推出新玩法，福卡不只一套，在原有传统福卡基础上，新增10余套特色福卡。

## 活动意图
谈及活动意图，负责集五福活动的产品经理冠华表示：“交换福卡成了一个拉近距离的话题”，「希望集五福成一个互联网时代过年的年俗。」
而中新网评论认为，2016年集五福的活动，使用者需要在支付宝添加好友才能参与，体现了支付宝社交功能的拓展，商业意味十分明显。同时，有人指出，这是微信和支付宝之间的商业大战，为充满噱头的商业推广。对此类评论，蚂蚁金服集团支付事业群总裁樊治铭表示，“金融服务离不开场景。”“大量的关系链，使得金融服务有机会深入到移动金融更多的场景中去，将成为各个金融场景的粘合剂和催化剂”。
2017年，支付宝则停止了推广社交关系链。转而注重线上线下结合，希望通过AR红包地图，让用户走到线下去实体店扫福字，给商家导流。而对于2018年“五福到”手势的设定，产品经理冠华表示，这是“希望大家过年不只是低头看手机，更多与家人面对面的互动，增添过年团聚欢乐的氛围。”，对于“蚂蚁森林浇水”和“蚂蚁庄园捐金蛋”，冠华则称，这是鼓励使用者过一个绿色、环保、有爱的春节。

## 歌曲
聽我說：支付宝2020年集五福贺岁短片《到哪兒了》主題曲，演唱者：周深
望：支付宝2021年集五福主题曲，演唱者：周深

## 反响
集五福推出3年，已逐渐演变成一种新的年俗。2016年，集五福活动霸占了社交平台，引发巨大关注。许多用户在微信朋友圈用“吱口令”加支付宝好友进支付宝群。此举甚至导致“吱口令”被微信朋友圈屏蔽。此外，集福期间出现了专门交换福卡的群，网络上还出现了售卖福卡的情况。2016年，“敬业福”普遍稀缺。在淘宝，有售卖“敬业福”者，价格从起初的5元钱飙升至99元。同时，福卡带动了11亿对好友在支付宝上相加好友。2017年，“敬业福”数量变多，但依旧抢手，仍有售卖“敬业福”者。而新推出的“万能福”亦成为了售卖对象。此外，集福活动引发相关关键词搜索量飙升。根据百度指数统计，“福字图片”一词在2017年1月18日的搜索量较17日飙升了近700倍。而2017年活动期间，五福相关话题亦几乎每天都出现在微博热搜。

## 评论
有评论指出支付宝集福在社交上撬动了微信的墙角。而微信则对支付宝集福有一定的屏蔽行为，被用户声讨是莫名其妙的封杀 。